# 德罗格·吉欧拉
德罗格·吉欧拉（英語：Derog Gioura，1932年9月1日—2008年9月25日），男，瑙鲁政治人物，曾任瑙鲁总统。